# Willy Belinfante
Willy Elize Belinfante-Sauerbier (Rotterdam, 9 april 1922 – Amsterdam, 26 maart 2014) was een Nederlandse schilder, tekenaar en graficus.

## Leven en werk
Willy (ook Wil of Wies) Sauerbier werd geboren in Rotterdam als dochter van lithograaf Karel Hendrik Sauerbier (1907-1990) en Johanna van der Beek. Haar vader was directeur van Steendrukkerij Stadtler en Sauerbier, het huidige Royal Sens. Sauerbier werd opgeleid aan de Haagse Academie van Beeldende Kunsten (1940-1945). Ze kreeg op de academie les van onder anderen Rein Draijer, Han van Dam en Willem Jacob Rozendaal, na de oorlog kreeg ze les van Paul Citroen. Ze voelde zich verwant met het werk van Nicolas de Staël en Frits Klein, waar ze in 1952 in Parijs mee in aanraking kwam. Volgens kunstcriticus Hans Redeker evolueerde ze na haar huwelijk met hoogleraar Belinfante van een schilderes en tekenares van landschappen, stadsgezichten en dans "tot een kunstenares die kritisch en op afstand het leven observeert van de universitaire establishment, van de academische wereld van ijdelheden, op recepties en andere bijeenkomsten waaraan ze moest deelnemen".
Willy Belinfante maakte onder andere figuurvoorstellingen, landschappen, portretten en boekillustraties in een impressionistische en figuratieve stijl. Ze exposeerde onder meer in Pulchri Studio en een aantal keren bij kunsthandel Martinus Liernur. In 2002 verscheen een monografie ter gelegenheid van haar 80e verjaardag en werd een tentoonstelling gehouden in museum Flehite in Amersfoort.
De kunstenares overleed in 2014, op 92-jarige leeftijd.

## Privé
Sauerbier was na de oorlog kortstondig getrouwd met Wim de Haas. Uit dit huwelijk werd de kunstenares Laetitia de Haas geboren. Ze hertrouwde in 1959 met August David (Guus) Belinfante (1911-2000), hoogleraar staatsrecht en rector magnificus van de Universiteit van Amsterdam. Hij had uit een eerder huwelijk twee kinderen, Judith en Joost Belinfante, samen kregen ze nog een zoon. Sauerbier maakte deel uit van de verzorgingsgroep rondom Belinfante toen hij tijdens de Tweede Wereldoorlog met zijn toenmalige vrouw in Voorburg en Rijswijk ondergedoken zat.